# Belén Ortega
Belén Ortega (Granada,6 de marzo de 1986) es una dibujante de cómics española. En 2019 se convierte en la primera española dibujante que trabaja para las editoriales Marvel y DC Comics. 

## Biografía
Ortega es una apasionada de la cultura japonesa, estudió Bellas Artes en la Universidad de Granada y completó sus estudios en la Human Academy de Osaka.
Sus comienzos profesionales fueron en publicaciones como Sugoi Magazine, Ohayo! o Generación Sur y las revistas especializadas en manga y anime de Ares Editorial realizando ilustraciones e historietas Shirase, Dokan y Minami . Alterna sus trabajos de historietas e ilustración con trabajos para marcas de diseño de moda como Jesús del Pozo o Filip Custic, y con la editorial española Planeta, o la belga editions Caurette.
Hasta 2011 fue parte del colectivo de autores Kamikaze Factory Studio como ilustradora participando en campañas publicitarias como la de Carolina BOIX, el libro colectivo didáctico Kodomo Manga paso a paso (Monsa), ilustraciones para manga y anime Vitek Anime Music Experience, Melodía Eterna de Ailyn, En lo profundo del bosque de Charm o Maison Ikkoku: las canciones de la serie.
En 2016, Ortega realiza las ilustraciones para la adaptación al cómic de la saga Millenium, de Stieg Larsson, para la editorial franco-belga Dupuis. Después de publicar por primera vez en Estados Unidos en Heavy Metal Magazine, comienza a trabajar con Marvel y DC Comics, convirtiéndose en la primera española que lo consigue.
En 2021,en Batman:Urban Legends, realiza las imágenes del pasaje escrito por Meghan Fitzmartin donde Tim Drake,identidad de Robin que acompaña siempre a Batman desvela que es bisexual.

## Estilo artístico
Influenciada por el anime que veía en Canal plus o Canal Sur 2 como Dragon Ball, Sailor Moon, Ruroni Kenshin ( El guerrero samurai) y su pasión por el manga pasó durante su infancia dibujando a mucho a personajes que veía en Sakura, cazadora de cartas.

## Obra
En 2007 publica el primer capítulo del manga Himawari, historia ambientada en el Japón medieval que apareció en el primer número de la revista Line Mangazine distribuida en el Salón del Manga de Barcelona de 2007.
Más tarde en 2015 publica en la editorial Norma Pájaro Indiano, en 2016 Marc Márquez, la historia de un sueño (Noram,2016), la biografía en cómic del campeón de motociclismo.

## Premios y reconocimientos
- Con su primer libro, Hiwamari, ha ganado el Premio al mejor Manga Español por Ficomic (Himawari, Glènat 2011)[9]
- En 2010 Premio al Mejor Ilustrador por Expomanga de Madrid.